# 巴克斯特維爾 (密西西比州)
巴克斯特維爾（英語：Baxterville）是位於美國密西西比州拉馬爾縣的普查規定居民點。

## 人口
根據2020年美國人口普查的數據，巴克斯特維爾的面積為8.20平方千米，當中陸地面積為8.18平方千米，而水域面積為0.02平方千米。當地共有人口267人，而人口密度為每平方千米32.56人。